# Amphikrikos
Amphikrikos, rod zelenih algi iz porodice Oocystaceae. Postoji nekoliko vrsta, sve su slatkovodne

## Vrste
1. Amphikrikos buderi (Heynig) Hindák
2. Amphikrikos hexacosta (R.H.Thompson) Hindák
3. Amphikrikos heynigii Krienitz
4. Amphikrikos minutissimus Korshikov
5. Amphikrikos nanus (Fott & Heynig) Hindák
6. Amphikrikos variabilis Krienitz